# Italia ai Giochi della XXIV Olimpiade
L'Italia partecipò ai Giochi della XXIV Olimpiade svoltisi a Seul dal 17 settembre al 2 ottobre 1988, con una delegazione di 255 atleti.

## Medaglie

### Per discipline
| Sport              | Oro | Argento | Bronzo | Totale |
| ------------------ | --- | ------- | ------ | ------ |
| Canottaggio        | 2   | 0       | 0      | 2      |
| Scherma            | 1   | 1       | 2      | 4      |
| Atletica leggera   | 1   | 1       | 1      | 3      |
| Lotta              | 1   | 0       | 0      | 1      |
| Pugilato           | 1   | 0       | 0      | 1      |
| Pentathlon moderno | 0   | 2       | 0      | 2      |
| Nuoto              | 0   | 0       | 1      | 1      |
| Totale             | 6   | 4       | 4      | 14     |

### Medaglie
| Medaglia | Nome                                                                                     | Sport              | Evento                        |
| -------- | ---------------------------------------------------------------------------------------- | ------------------ | ----------------------------- |
| Oro      | Gelindo Bordin                                                                           | Atletica leggera   | Maratona                      |
| Oro      | Giovanni Parisi                                                                          | Pugilato           | Pesi piuma                    |
| Oro      | Stefano Cerioni                                                                          | Scherma            | Fioretto individuale maschile |
| Oro      | Vincenzo Maenza                                                                          | Lotta              | Greco-romana - pesi minimosca |
| Oro      | Carmine Abbagnale Giuseppe Abbagnale Giuseppe Di Capua (tim.)                            | Canottaggio        | Due con                       |
| Oro      | Agostino Abbagnale Gianluca Farina Piero Poli Davide Tizzano                             | Canottaggio        | Quattro di coppia             |
| Argento  | Carlo Massullo                                                                           | Pentathlon moderno | Individuale maschile          |
| Argento  | Carlo Massullo Daniele Masala Gianluca Tiberti                                           | Pentathlon moderno | A squadre maschile            |
| Argento  | Salvatore Antibo                                                                         | Atletica leggera   | 10000 metri                   |
| Argento  | Francesca Bortolozzi Dorina Vaccaroni Margherita Zalaffi Annapia Gandolfi Lucia Traversa | Scherma            | Fioretto a squadre femminile  |
| Bronzo   | Maurizio Damilano                                                                        | Atletica leggera   | 20 km di marcia               |
| Bronzo   | Giovanni Scalzo                                                                          | Scherma            | Sciabola individuale maschile |
| Bronzo   | Stefano Battistelli                                                                      | Nuoto              | 400 metri misti maschili      |
| Bronzo   | Gianfranco Dalla Barba Marco Marin Ferdinando Meglio Giovanni Scalzo Massimo Cavaliere   | Scherma            | Sciabola a squadre maschile   |

### Plurimedagliati
| Nome            | Sport              | Oro | Argento | Bronzo | Totale |
| --------------- | ------------------ | --- | ------- | ------ | ------ |
| Carlo Massullo  | Pentathlon moderno | 0   | 2       | 0      | 2      |
| Giovanni Scalzo | Scherma            | 0   | 0       | 2      | 2      |

## Risultati

### Pallanuoto
| Atleta | Classifica |                   |
| --- | --- | ----------------- |
| V · D · M Nazionale maschile italiana di pallanuoto · Giochi olimpici - Seul 1988 1 Trapanese · 2 Misaggi · 3 Pisano · 4 Steardo · 5 Campagna · 6 Caldarella · 7 Fiorillo · 8 Porzio · 9 Postiglione · 10 Tempestini · 11 Ferretti · 12 D'Altrui · 13 Averaimo · CT : Fritz Dennerlein | 7° |                   |
| Nazionale maschile italiana di pallanuoto · Giochi olimpici - Seul 1988 | |                   |
| 1 Trapanese · 2 Misaggi · 3 Pisano · 4 Steardo · 5 Campagna · 6 Caldarella · 7 Fiorillo · 8 Porzio · 9 Postiglione · 10 Tempestini · 11 Ferretti · 12 D'Altrui · 13 Averaimo · CT: Fritz Dennerlein                                                                                    | 1 Trapanese · 2 Misaggi · 3 Pisano · 4 Steardo · 5 Campagna · 6 Caldarella · 7 Fiorillo · 8 Porzio · 9 Postiglione · 10 Tempestini · 11 Ferretti · 12 D'Altrui · 13 Averaimo · CT: Fritz Dennerlein | Italia (bandiera) |